# Богослов (Ростовский район)
Богосло́в — село в сельском поселении Ишня Ростовского района Ярославской области России. Расположено в 186 км от Москвы, в 57 км от Ярославля, в 1 км от Ростова, в 1 км от федеральной автотрассы М8 «Холмогоры» (в частности от европейского маршрута E 115) и в 200 м от железнодорожной линии Москва — Ярославль. Ближайшая железнодорожная станция Ростов-Ярославский находится в 4 км от села. Население на 1 января 2010 года — 7 чел.

## История
В 1859 году в селе находилось 17 дворов, в которых жило 115 человек (48 мужчин и 67 женщин).

## Достопримечательности
Главная достопримечательность села — Церковь Иоанна Богослова на Ишне, построенная в 1687 году архимандритом Авраамиевского монастыря Герасимом в память явления на этом месте Иоанна Богослова Авраамию Ростовскому. Это единственное столь древнее деревянное религиозное сооружение в Ярославской области.

## Население
| Численность населения | Численность населения |
| Год                   | 1859                  |
| --------------------- | --------------------- |
| Население             | 115                   |
| Мужчин                | 48                    |
| Женщин                | 67                    |

| 1859 | 1914 | 2007 | 2010 |
| ---- | ---- | ---- | ---- |
| 115  | ↗130 | ↘8   | ↘7   |

Динамика численности населения: